# Proctotrupes brachypterus
Proctotrupes brachypterus is een vliesvleugelig insect uit de familie van de Proctotrupidae. De wetenschappelijke naam van de soort is voor het eerst geldig gepubliceerd in 1780 door Schrank.